# Europees kampioenschap handbal vrouwen 1994
Het 1ste Europees kampioenschap handbal vrouwen vond plaats van 17 september tot 25 september 1994 in Duitsland. Twaalf landenteams namen deel aan de strijd om de Europese titel.

## Groepsindeling
| Groep A    | Groep B   |
| ---------- | --------- |
| Denemarken | Duitsland |
| Noorwegen  | Hongarije |
| Kroatië    | Rusland   |
| Zweden     | Tsjechië  |
| Oostenrijk | Roemenië  |
| Oekraïne   | Slowakije |

## Speelsteden
De wedstrijden van het Europees kampioenschap werden in de volgende steden respectievelijk hallen gespeeld:
- Bonn – Hardtberghalle (3.500 plaatsen)
- Magdeburg – Hermann-Gieseler-Halle (2.000 plaatsen)
- Oldenburg – Weser-Ems-Halle
- Waiblingen – Rundsporthalle Waiblingen

## Voorronde

### Groep A
| Land       | Wed | W | G | V | DV  | DT  | DS  | Ptn |
| ---------- | --- | - | - | - | --- | --- | --- | --- |
| Denemarken | 5   | 5 | 0 | 0 | 130 | 100 | +30 | 10  |
| Noorwegen  | 5   | 3 | 0 | 2 | 92  | 89  | +3  | 6   |
| Kroatië    | 5   | 3 | 0 | 2 | 88  | 92  | –4  | 6   |
| Zweden     | 5   | 2 | 0 | 3 | 110 | 125 | –15 | 4   |
| Oostenrijk | 5   | 1 | 0 | 4 | 94  | 98  | –4  | 2   |
| Oekraïne   | 5   | 1 | 0 | 4 | 96  | 106 | –10 | 2   |

| 17 september 15:00 | Noorwegen | 25 – 23 | Zweden | Waiblingen |
| 17 september 15:00 | (12–11)   |         |        | Waiblingen |
| 17 september 15:00 |           |         |        | Waiblingen |

| 17 september 17:00 | Denemarken | 26 – 20 | Kroatië | Waiblingen |
| 17 september 17:00 | (13–8)     |         |         | Waiblingen |
| 17 september 17:00 |            |         |         | Waiblingen |

| 17 september 19:00 | Oostenrijk | 24 – 16 | Oekraïne | Waiblingen |
| 17 september 19:00 | (16–10)    |         |          | Waiblingen |
| 17 september 19:00 |            |         |          | Waiblingen |

| 18 september 14:00 | Kroatië | 14 – 13 | Oostenrijk | Waiblingen |
| 18 september 14:00 | (8–8)   |         |            | Waiblingen |
| 18 september 14:00 |         |         |            | Waiblingen |

| 18 september 16:00 | Zweden | 20 – 32 | Denemarken | Waiblingen |
| 18 september 16:00 | (8–17) |         |            | Waiblingen |
| 18 september 16:00 |        |         |            | Waiblingen |

| 18 september 18:00 | Oekraïne | 16 – 19 | Noorwegen | Waiblingen |
| 18 september 18:00 | (7–8)    |         |           | Waiblingen |
| 18 september 18:00 |          |         |           | Waiblingen |

| 19 september 14:00 | Zweden  | 24 – 23 | Oekraïne | Waiblingen |
| 19 september 14:00 | (18–14) |         |          | Waiblingen |
| 19 september 14:00 |         |         |          | Waiblingen |

| 19 september 18:00 | Noorwegen | 15 – 16 | Kroatië | Waiblingen |
| 19 september 18:00 | (10–10)   |         |         | Waiblingen |
| 19 september 18:00 |           |         |         | Waiblingen |

| 19 september 20:00 | Denemarken | 28 – 21 | Oostenrijk | Waiblingen |
| 19 september 20:00 | (15–12)    |         |            | Waiblingen |
| 19 september 20:00 |            |         |            | Waiblingen |

| 21 september 14:00 | Kroatië | 20 – 17 | Zweden | Bonn |
| 21 september 14:00 | (9–9)   |         |        | Bonn |
| 21 september 14:00 |         |         |        | Bonn |

| 21 september 18:00 | Oostenrijk | 11 – 14 | Noorwegen | Bonn |
| 21 september 18:00 | (6–8)      |         |           | Bonn |
| 21 september 18:00 |            |         |           | Bonn |

| 21 september 20:00 | Denemarken | 21 – 20 | Oekraïne | Bonn |
| 21 september 20:00 | (9–14)     |         |          | Bonn |
| 21 september 20:00 |            |         |          | Bonn |

| 22 september 16:00 | Oekraïne | 21 – 18 | Kroatië | Bonn |
| 22 september 16:00 | (9–10)   |         |         | Bonn |
| 22 september 16:00 |          |         |         | Bonn |

| 22 september 18:00 | Oostenrijk | 25 – 26 | Zweden | Bonn |
| 22 september 18:00 | (14–15)    |         |        | Bonn |
| 22 september 18:00 |            |         |        | Bonn |

| 22 september 20:15 | Noorwegen | 19 – 23 | Denemarken | Bonn |
| 22 september 20:15 | (8–10)    |         |            | Bonn |
| 22 september 20:15 |           |         |            | Bonn |

### Groep B
| Land      | Wed | W | G | V | DV  | DT  | DS  | Ptn |
| --------- | --- | - | - | - | --- | --- | --- | --- |
| Duitsland | 5   | 4 | 0 | 1 | 107 | 98  | +9  | 8   |
| Hongarije | 5   | 3 | 1 | 1 | 116 | 107 | +9  | 7   |
| Rusland   | 5   | 3 | 0 | 2 | 117 | 89  | +28 | 6   |
| Tsjechië  | 5   | 2 | 0 | 3 | 98  | 98  | 0   | 4   |
| Roemenië  | 5   | 2 | 0 | 3 | 88  | 98  | –10 | 4   |
| Slowakije | 5   | 0 | 1 | 4 | 82  | 118 | –36 | 1   |

| 17 september 15:00 | Duitsland | 23 – 21 | Rusland | Oldenburg |
| 17 september 15:00 | (10–8)    |         |         | Oldenburg |
| 17 september 15:00 |           |         |         | Oldenburg |

| 17 september 17:00 | Roemenië | 22 – 16 | Slowakije | Oldenburg |
| 17 september 17:00 | (13–8)   |         |           | Oldenburg |
| 17 september 17:00 |          |         |           | Oldenburg |

| 17 september 19:00 | Hongarije | 25 – 19 | Tsjechië | Oldenburg |
| 17 september 19:00 | (13–9)    |         |          | Oldenburg |
| 17 september 19:00 |           |         |          | Oldenburg |

| 18 september 14:00 | Tsjechië | 21 – 22 | Duitsland | Oldenburg |
| 18 september 14:00 | (11–12)  |         |           | Oldenburg |
| 18 september 14:00 |          |         |           | Oldenburg |

| 18 september 16:00 | Rusland | 21 – 14 | Roemenië | Oldenburg |
| 18 september 16:00 | (12–7)  |         |          | Oldenburg |
| 18 september 16:00 |         |         |          | Oldenburg |

| 18 september 18:00 | Slowakije | 23 – 23 | Hongarije | Oldenburg |
| 18 september 18:00 | (17–9)    |         |           | Oldenburg |
| 18 september 18:00 |           |         |           | Oldenburg |

| 19 september 14:00 | Roemenië | 16 – 24 | Hongarije | Oldenburg |
| 19 september 14:00 | (6–13)   |         |           | Oldenburg |
| 19 september 14:00 |          |         |           | Oldenburg |

| 19 september 17:30 | Duitsland | 20 – 13 | Slowakije | Oldenburg |
| 19 september 17:30 | (10–8)    |         |           | Oldenburg |
| 19 september 17:30 |           |         |           | Oldenburg |

| 19 september 19:30 | Rusland | 17 – 19 | Tsjechië | Oldenburg |
| 19 september 19:30 | (8–8)   |         |          | Oldenburg |
| 19 september 19:30 |         |         |          | Oldenburg |

| 21 september 14:00 | Slowakije | 14 – 31 | Rusland | Maagdenburg |
| 21 september 14:00 | (8–16)    |         |         | Maagdenburg |
| 21 september 14:00 |           |         |         | Maagdenburg |

| 21 september 18:00 | Roemenië | 18 – 17 | Tsjechië | Maagdenburg |
| 21 september 18:00 | (10–8)   |         |          | Maagdenburg |
| 21 september 18:00 |          |         |          | Maagdenburg |

| 21 september 20:15 | Hongarije | 25 – 22 | Duitsland | Maagdenburg |
| 21 september 20:15 | (12–8)    |         |           | Maagdenburg |
| 21 september 20:15 |           |         |           | Maagdenburg |

| 22 september 16:00 | Tsjechië | 22 – 16 | Slowakije | Maagdenburg |
| 22 september 16:00 | (11–6)   |         |           | Maagdenburg |
| 22 september 16:00 |          |         |           | Maagdenburg |

| 22 september 18:00 | Hongarije | 19 – 27 | Rusland | Maagdenburg |
| 22 september 18:00 | (11–14)   |         |         | Maagdenburg |
| 22 september 18:00 |           |         |         | Maagdenburg |

| 22 september 20:15 | Duitsland | 20 – 18 | Roemenië | Maagdenburg |
| 22 september 20:15 | (13–9)    |         |          | Maagdenburg |
| 22 september 20:15 |           |         |          | Maagdenburg |

## Finaleronde

### Halve finales
| 24 september 15:00 | Denemarken                            | 29 – 28 (n.V.) | Hongarije | Berlijn Toeschouwers: 3.700 Scheidsrechters: Serbu, Dobre (ROU) |
| 24 september 15:00 | (13–15)                               |                |           | Berlijn Toeschouwers: 3.700 Scheidsrechters: Serbu, Dobre (ROU) |
| 24 september 15:00 |                                       |                |           | Berlijn Toeschouwers: 3.700 Scheidsrechters: Serbu, Dobre (ROU) |
| 24 september 15:00 | Regulier: 26–26 Verlenging(en): 29–28 |                |           | Berlijn Toeschouwers: 3.700 Scheidsrechters: Serbu, Dobre (ROU) |

| 24 september 17:00 | Duitsland | 22 – 18 | Noorwegen | Berlijn Toeschouwers: 4.000 Scheidsrechters: Kostov, Ivanchev (BUL) |
| 24 september 17:00 | (12–9)    |         |           | Berlijn Toeschouwers: 4.000 Scheidsrechters: Kostov, Ivanchev (BUL) |
| 24 september 17:00 |           |         |           | Berlijn Toeschouwers: 4.000 Scheidsrechters: Kostov, Ivanchev (BUL) |

### 11de/12de plaats
| 24 september 16:00 uur | Oekraïne                                     | 30 – 29 (n.2V.) | Slowakije | Oberhausen Toeschouwers: 350 Scheidsrechters: Wille, Vorderleitner (AUT) |
| 24 september 16:00 uur | (12–11)                                      |                 |           | Oberhausen Toeschouwers: 350 Scheidsrechters: Wille, Vorderleitner (AUT) |
| 24 september 16:00 uur |                                              |                 |           | Oberhausen Toeschouwers: 350 Scheidsrechters: Wille, Vorderleitner (AUT) |
| 24 september 16:00 uur | Regulier: 22–22 Verlenging(en): 27–27, 30–29 |                 |           | Oberhausen Toeschouwers: 350 Scheidsrechters: Wille, Vorderleitner (AUT) |

### 9de/10de plaats
| 24 september 18:00 | Oostenrijk | 26 – 24 | Roemenië | Oberhausen Toeschouwers: 500 Scheidsrechters: Arnaldsson, Erlingsson (ISL) |
| 24 september 18:00 | (14–8)     |         |          | Oberhausen Toeschouwers: 500 Scheidsrechters: Arnaldsson, Erlingsson (ISL) |
| 24 september 18:00 |            |         |          | Oberhausen Toeschouwers: 500 Scheidsrechters: Arnaldsson, Erlingsson (ISL) |

### 7de/8ste plaats
| 24 september 20:00 | Zweden  | 24 – 20 | Tsjechië | Oberhausen Toeschouwers: 500 Scheidsrechters: Garcia, Moreno (FRA) |
| 24 september 20:00 | (12–10) |         |          | Oberhausen Toeschouwers: 500 Scheidsrechters: Garcia, Moreno (FRA) |
| 24 september 20:00 |         |         |          | Oberhausen Toeschouwers: 500 Scheidsrechters: Garcia, Moreno (FRA) |

### 5de/6de plaats
| 24 september 17:00 | Kroatië | 27 – 26 | Rusland | Oberhausen Toeschouwers: 700 Scheidsrechters: Gremmel, Gremmel (GER) |
| 24 september 17:00 | (12–12) |         |         | Oberhausen Toeschouwers: 700 Scheidsrechters: Gremmel, Gremmel (GER) |
| 24 september 17:00 |         |         |         | Oberhausen Toeschouwers: 700 Scheidsrechters: Gremmel, Gremmel (GER) |

### Troostfinale
| 25 september 15:00 | Hongarije | 19 – 24 | Noorwegen | Berlijn Toeschouwers: 4.000 Scheidsrechters: Elbrønd, Løvqvist (DEN) |
| 25 september 15:00 | (6–10)    |         |           | Berlijn Toeschouwers: 4.000 Scheidsrechters: Elbrønd, Løvqvist (DEN) |
| 25 september 15:00 |           |         |           | Berlijn Toeschouwers: 4.000 Scheidsrechters: Elbrønd, Løvqvist (DEN) |

### Finale
| 25 september 17:00 | Denemarken         | 27 – 23 | Duitsland | Berlijn Toeschouwers: 4.000 Scheidsrechters: Brussel, Van Dongen (NED) |
| 25 september 17:00 | Camilla Andersen 7 | (14–13) |           | Berlijn Toeschouwers: 4.000 Scheidsrechters: Brussel, Van Dongen (NED) |
| 25 september 17:00 |                    |         |           | Berlijn Toeschouwers: 4.000 Scheidsrechters: Brussel, Van Dongen (NED) |

## Eindrangschikking en onderscheidingen

### Eindrangschikking
| Rang   | Team       |
| ------ | ---------- |
| Goud   | Denemarken |
| Zilver | Duitsland  |
| Brons  | Noorwegen  |
| 4      | Hongarije  |
| 5      | Kroatië    |
| 6      | Rusland    |
| 7      | Zweden     |
| 8      | Tsjechië   |
| 9      | Oostenrijk |
| 10     | Roemenië   |
| 11     | Oekraïne   |
| 12     | Slowakije  |

| Europees kampioen vrouwen 1994 · Denemarken · 1e titel Selectie: Gitte Madsen, Camilla Andersen, Anja Andersen, Lene Rantala, Marianne Florman, Tonje Kjærgaard, Anja Byrial Hansen, Marlene Jensen, Conny Hamann, Gitte Sunesen, Rikke Solberg, Anette Hoffmann, Janne Kolling, Heidi Astrup, Susanne Munk Lauritsen en Anne Dorthe Tanderup. · Bondscoach: Ulrik Wilbek. |

### Onderscheidingen
All-Star Team
- Keeper:  Cecilie Leganger
- Rechterhoek:  Janne Kolling
- Rechteropbouw:  Bianca Urbanke
- Middenopbouw:  Camilla Andersen
- Linkeropbouw:  Ágnes Farkas
- Linkerhoek:  Silke Fittinger
- Cirkelloper:  Erzsébet Kocsis